# Motlingerode

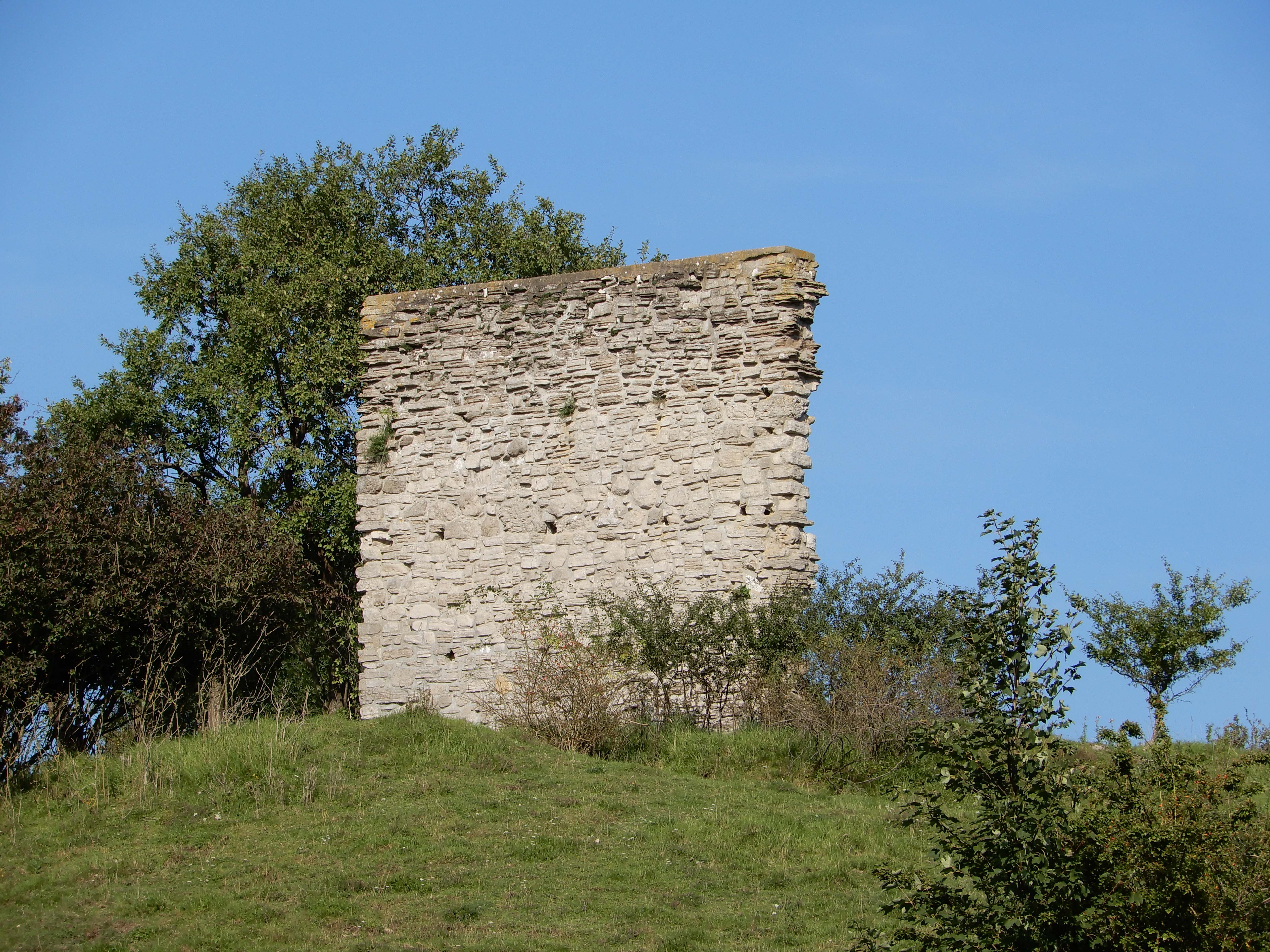
Rest der Kirchenmauer von Möttlingerode

Motlingerode (oder Möttlingerode) ist eine Wüstung im Landkreis Göttingen. Sie liegt etwa 3 km westlich von Osterode am Harz bei der heutigen Ansiedlung Feldbrunnen. Es gibt mehrere urkundliche Erwähnungen ab dem Jahr 990. 1323 hat der Ort noch bestanden. Heute existieren dort noch Reste einer Kirche.